# Les Islettes
Les Islettes sont une commune française située dans le département de la Meuse, en région Grand Est.

## Géographie
C'est un village situé au cœur de l'Argonne, et frontalier avec le département de la Marne.
À l'est de la Biesme, le village marque aujourd'hui l'entrée occidentale de la Meuse. Il s'est développé dans un premier temps selon une structure traditionnelle autour d'une église, pour continuer son urbanisation en forme linéaire, le long de la route (aujourd'hui RN 3, d'ailleurs déclassée depuis peu et devenue D 603 mais autrefois voie impériale) qui le traverse.
Les Islettes représentent également la frontière occidentale de la forêt d'Argonne.

### Hydrographie
La commune est dans la région hydrographique « la Seine du confluent de l'Oise (inclus) à l'embouchure » au sein du bassin Seine-Normandie. Elle est drainée par la Biesme, le ruisseau de Beauchamp, le ruisseau du Bois du Parois, le ruisseau de Parfonrupt, le ruisseau d'Orvaux, le cours d'eau 01 de la Gorge aux Frênes, le cours d'eau 15 de la commune de Clermont-en-Argonne et le cours d'eau 01 des Granges,.
La Biesme, d'une longueur de 28 km, prend sa source dans la commune de Beaulieu-en-Argonne et se jette  dans l'Aisne à Saint-Thomas-en-Argonne, après avoir traversé neuf communes. 

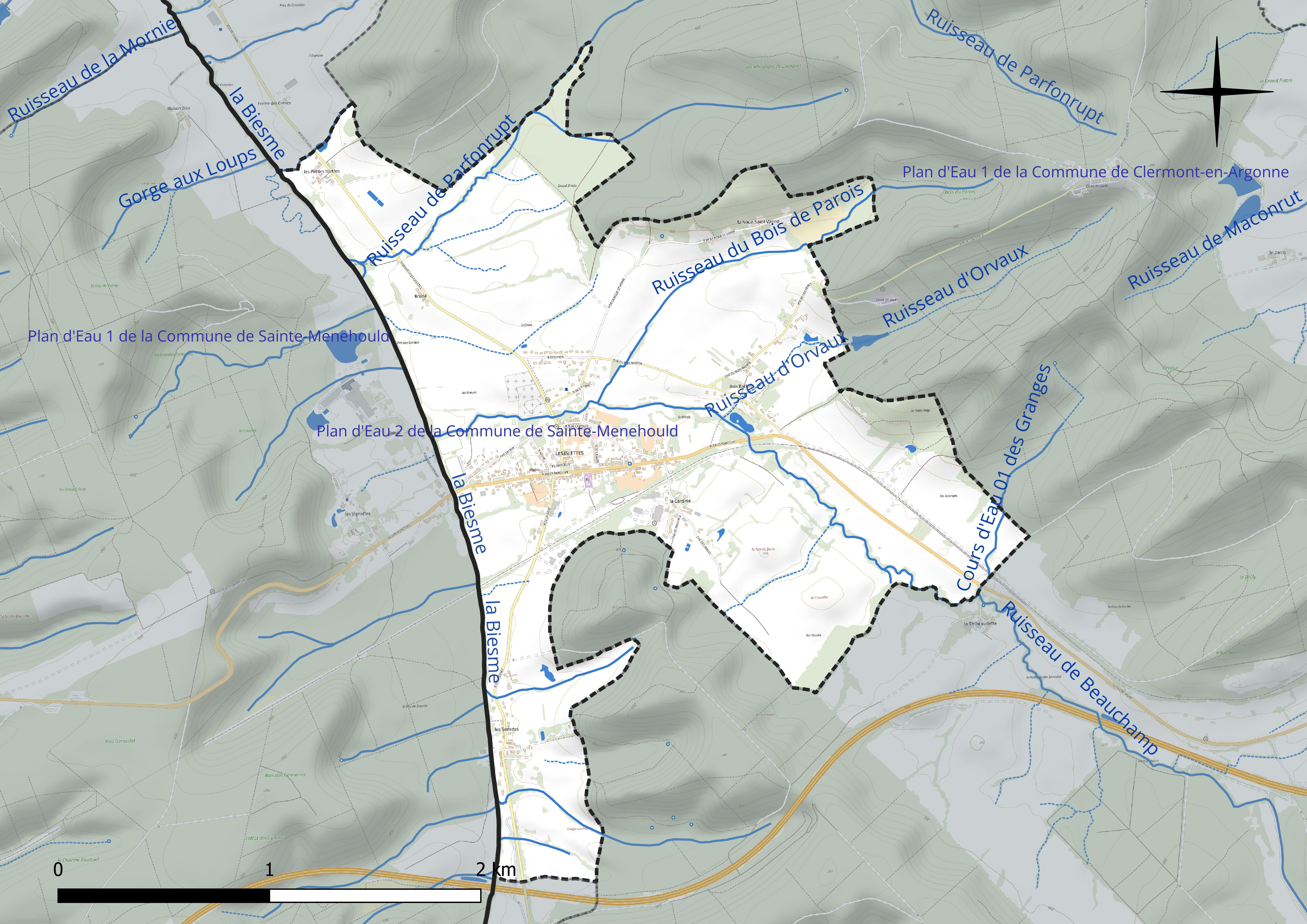
Réseau hydrographique des Islettes.

Le ruisseau de Beauchamp, d'une longueur de 11 km, prend sa source dans la commune de Beaulieu-en-Argonne et se jette  dans la Biesme à Sainte-Menehould, après avoir traversé quatre communes. 

### Climat
Pour des articles plus généraux, voir Climat du Grand Est et Climat de la Meuse.
En 2010, le climat de la commune est de type climat de montagne, selon une étude du Centre national de la recherche scientifique s'appuyant sur une série de données couvrant la période 1971-2000. En 2020, Météo-France publie une typologie des climats de la France métropolitaine dans laquelle la commune est exposée à un climat océanique altéré et est dans une zone de transition entre les régions climatiques « Nord-est du bassin Parisien » et « Lorraine, plateau de Langres, Morvan ». 
Pour la période 1971-2000, la température annuelle moyenne est de 9,9 °C, avec une amplitude thermique annuelle de 15,8 °C. Le cumul annuel moyen de précipitations est de 932 mm, avec 13,8 jours de précipitations en janvier et 9,3 jours en juillet. Pour la période 1991-2020, la température moyenne annuelle observée sur la station météorologique de Météo-France la plus proche, « Aubréville_sapc », sur la commune d'Aubréville à 7 km à vol d'oiseau, est de 10,9 °C et le cumul annuel moyen de précipitations est de 854,3 mm. 
La température maximale relevée sur cette station est de 41,8 °C, atteinte le 25 juillet 2019 ; la température minimale est de −15,7 °C, atteinte le 20 décembre 2009,,. 
Les paramètres climatiques de la commune ont été estimés pour le milieu du siècle (2041-2070) selon différents scénarios d'émission de gaz à effet de serre à partir des nouvelles projections climatiques de référence DRIAS-2020. Ils sont consultables sur un site dédié publié par Météo-France en novembre 2022.

## Urbanisme

### Typologie
Au 1er janvier 2024, Les Islettes sont catégorisées commune rurale à habitat dispersé, selon la nouvelle grille communale de densité à sept niveaux définie par l'Insee en 2022.
Elle est située hors unité urbaine. Par ailleurs la commune fait partie de l'aire d'attraction de Sainte-Menehould, dont elle est une commune de la couronne,. Cette aire, qui regroupe 50 communes, est catégorisée dans les aires de moins de 50 000 habitants,.

### Occupation des sols
L'occupation des sols de la commune, telle qu'elle ressort de la base de données européenne d’occupation biophysique des sols Corine Land Cover (CLC), est marquée par l'importance des territoires agricoles (80,5 % en 2018), une proportion sensiblement équivalente à celle de 1990 (80,8 %). La répartition détaillée en 2018 est la suivante : 
prairies (80,5 %), zones urbanisées (11,6 %), forêts (7,9 %). L'évolution de l’occupation des sols de la commune et de ses infrastructures peut être observée sur les différentes représentations cartographiques du territoire : la carte de Cassini (XVIIIe siècle), la carte d'état-major (1820-1866) et les cartes ou photos aériennes de l'IGN pour la période actuelle (1950 à aujourd'hui).

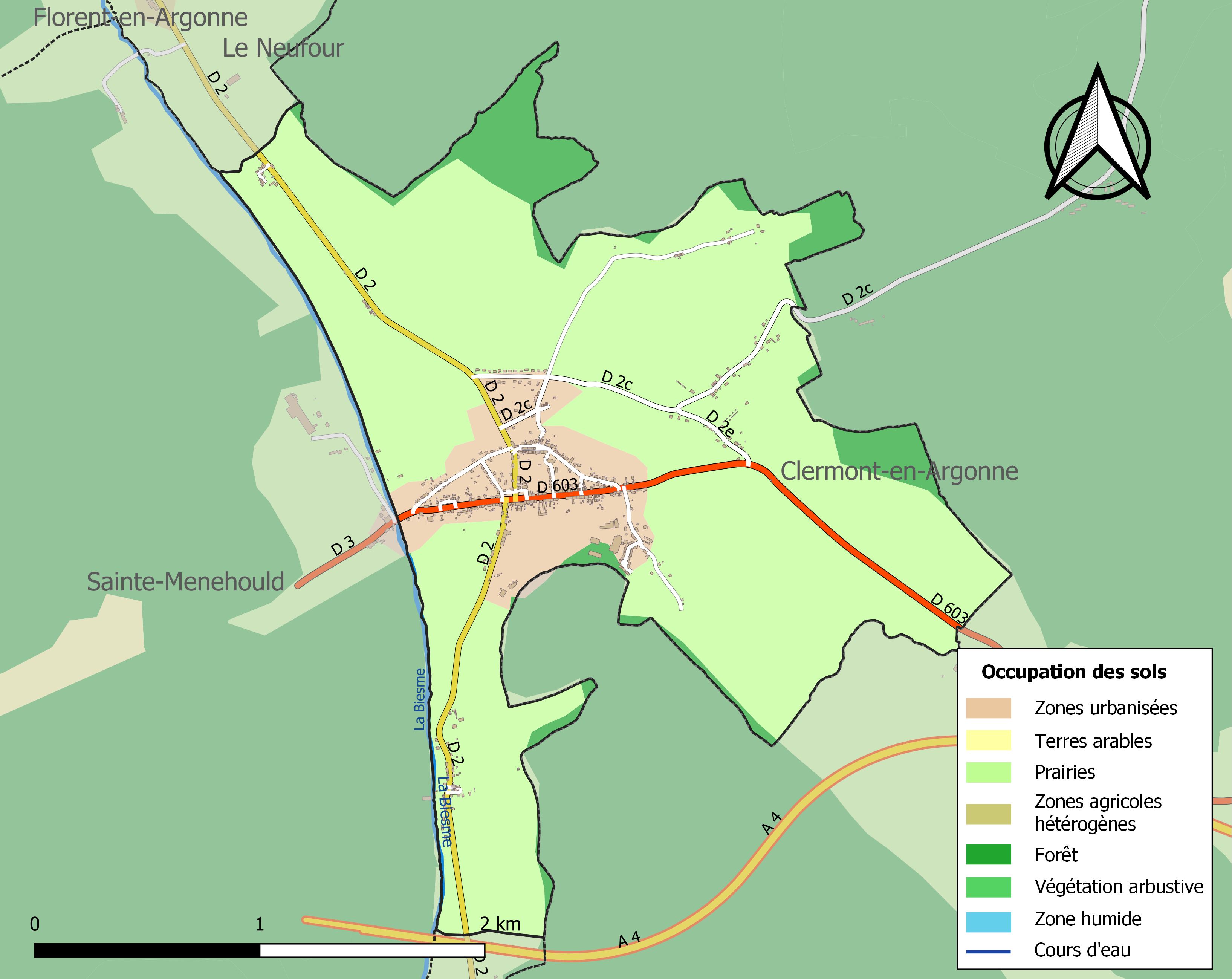
Carte des infrastructures et de l'occupation des sols de la commune en 2018 (CLC).

## Toponymie
Le nom de la localité est attesté sous les formes Grandes-Islottes (Les (1571) ; Insulæ (1679) ; Grandes Islettes (Les (1700) ; Illettes (Les (1712) ; Islettes (Les) ou les Grandes-Islettes .

De l'oïl isle et du suffise diminutif -otte, puis ette au pluriel. Le nom « Les Islettes » vient du fait qu'il y avait trois petites îles qui sont aujourd'hui reliées. Il a été, à plusieurs reprises, un poste-frontière entre deux entités territoriales. Aujourd'hui la Marne et la Meuse, la Champagne-Ardenne et la Lorraine, mais hier, le Saint Empire Germanique et le royaume de France, séparés par la rivière de la Biesme.
(Les Petites-) Islettes attesté sous les formes Petites Islottes (1571) ; Petites-Islettes (1700) est le nom d'un hameau de la commune des Islettes.

## Histoire

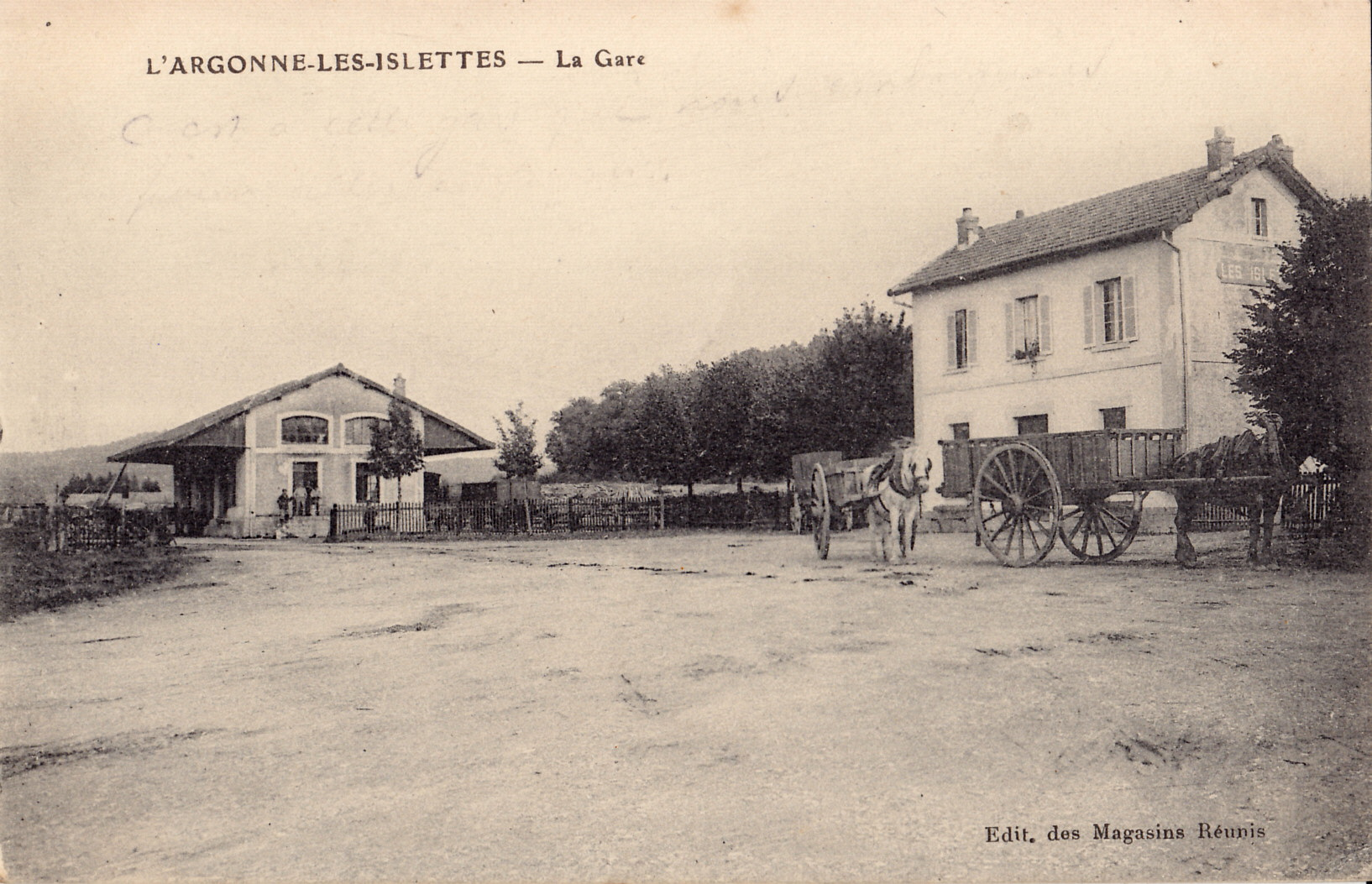
La gare des Islettes au début du XXe siècle.

Le nom des Islettes a été donné aux fameuses faïences fabriquées au XVIIIe siècle par la maison Bernard. Ces faïences sont l'objet de collection. La vallée de Biesme, où se situe le village des Islettes, fut longtemps un centre de production industrielle jusqu'au début du XXe siècle : outre la faïencerie, on y comptait des verreries. L'ancienne verrerie du village, aujourd'hui détruite, se situait dans le quartier de la Cardine, au sud du village.
Le chemin de fer (ligne de Saint-Hilaire-au-Temple à Hagondange) dessert la commune depuis 1869. En raison d'une faible fréquentation des autorails entre Châlons-en-Champagne et Verdun et de l'état de l'infrastructure, le trafic des voyageurs a été supprimé à partir du 15 décembre 2013 et a été remplacé par un service d'autocars. En revanche, ce tronçon de ligne resta dans un premier temps intégralement ouvert au trafic fret puis fermé à partir de 2016 de Valmy à Sainte-Menehould, de Baleycourt à Verdun en mai 2019 à la suite de l'abandon de la desserte fret de bio-carburant au niveau de l'ancienne gare de Baleycourt. La ligne reste encore exploitée pour le fret de Saint-Hilaire-au-Temple à Valmy et ouverte à tous trafics de Verdun à Hagondange16
En 1940, c'est la 4. SS Polizei Panzergrenadier Division qui capture la ville, lors de l'offensive allemande.
En août 1944, des chasseurs alliés ont mitraillé un train de munitions allemand qui a explosé faute d'avoir pu rejoindre un tunnel proche. Les effets de cet évènement sont encore visibles: la partie est du village est composée de maisons argonnaises typiques de bois et de torchis tandis que la partie ouest a été détruite et a donc été reconstruite en béton (parpaing) dans les années fin 1940/1950.

## Politique et administration
| Période                                  | Période                       | Identité         | Étiquette | Qualité           |
| ---------------------------------------- | ----------------------------- | ---------------- | --------- | ----------------- |
| Les données manquantes sont à compléter. |                               |                  |           |                   |
| av. 1919                                 | ?                             | Louis du Granrut | Droite    | Industriel        |
| mars 2001                                | 2014                          | Régis Drouet     |           |                   |
| 2014                                     | mai 2020                      | José Dominguez   |           |                   |
| mai 2020                                 | En cours (au 16 février 2021) | Ludovic Ponchon  |           | Agent de maîtrise |

## Population et société

### Démographie
L'évolution du nombre d'habitants est connue à travers les recensements de la population effectués dans la commune depuis 1793. Pour les communes de moins de 10 000 habitants, une enquête de recensement portant sur toute la population est réalisée tous les cinq ans, les populations de référence des années intermédiaires étant quant à elles estimées par interpolation ou extrapolation. Pour la commune, le premier recensement exhaustif entrant dans le cadre du nouveau dispositif a été réalisé en 2004.

En 2022, la commune comptait 696 habitants, en évolution de −7,94 % par rapport à 2016 (Meuse : −4,4 %, France hors Mayotte : +2,11 %).
| 1793 | 1800  | 1806  | 1821  | 1831  | 1836  | 1841  | 1846  | 1851  |
| ---- | ----- | ----- | ----- | ----- | ----- | ----- | ----- | ----- |
| 946  | 1 064 | 1 082 | 1 278 | 1 296 | 1 404 | 1 317 | 1 291 | 1 162 |

| 1856  | 1861  | 1866  | 1872  | 1876  | 1881  | 1886  | 1891  | 1896  |
| ----- | ----- | ----- | ----- | ----- | ----- | ----- | ----- | ----- |
| 1 170 | 1 177 | 1 284 | 1 280 | 1 465 | 1 539 | 1 635 | 1 718 | 1 631 |

| 1901  | 1906  | 1911  | 1921  | 1926  | 1931  | 1936  | 1946 | 1954 |
| ----- | ----- | ----- | ----- | ----- | ----- | ----- | ---- | ---- |
| 1 488 | 1 603 | 1 568 | 1 427 | 1 426 | 1 413 | 1 247 | 882  | 993  |

| 1962  | 1968  | 1975 | 1982 | 1990 | 1999 | 2004 | 2006 | 2009 |
| ----- | ----- | ---- | ---- | ---- | ---- | ---- | ---- | ---- |
| 1 074 | 1 023 | 927  | 788  | 815  | 813  | 826  | 825  | 851  |

| 2014 | 2019 | 2022 | - | - | - | - | - | - |
| ---- | ---- | ---- | - | - | - | - | - | - |
| 772  | 715  | 696  | - | - | - | - | - | - |

## Culture locale et patrimoine

### Lieux et monuments
- L'église de la Nativité-de-la-Bienheureuse-Vierge-Marie, la première attestée en 1649, pendant la Révolution, elle est utilisée pour des cérémonies patriotiques rendue au culte en 1798 la commune refuse d'effectuer les réparations urgentes elle est donc reconstruite en 1827.
- L'église Saint-Laurent aux Senades.
- La chapelle Notre-Dame-de-la-Vallée l'ancienne datée de 1866, gravement ébranlée en 1940 par l'explosion du pont voisin et reconstruite en 1951.

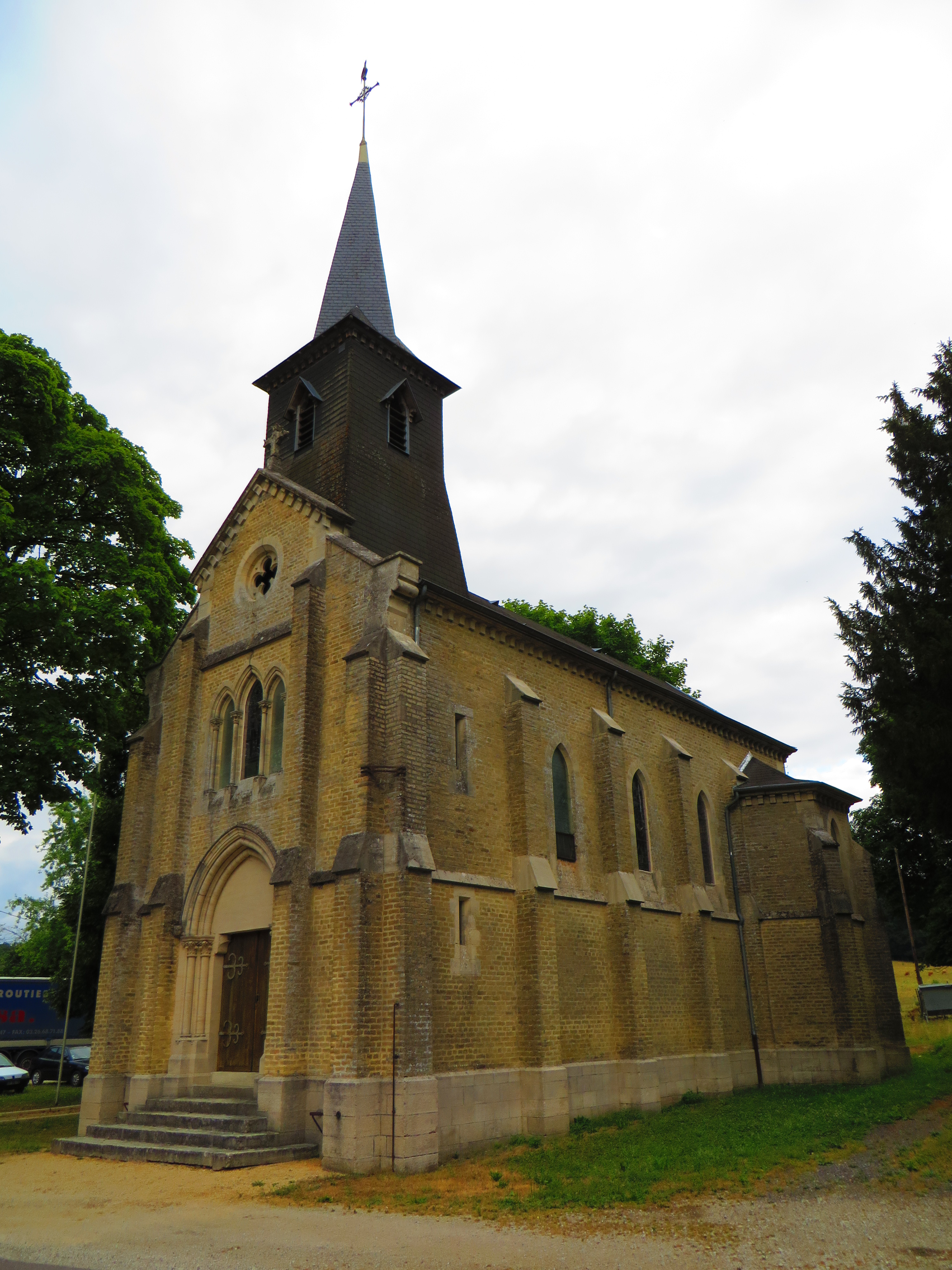
L'église Saint-Laurent aux Senades.
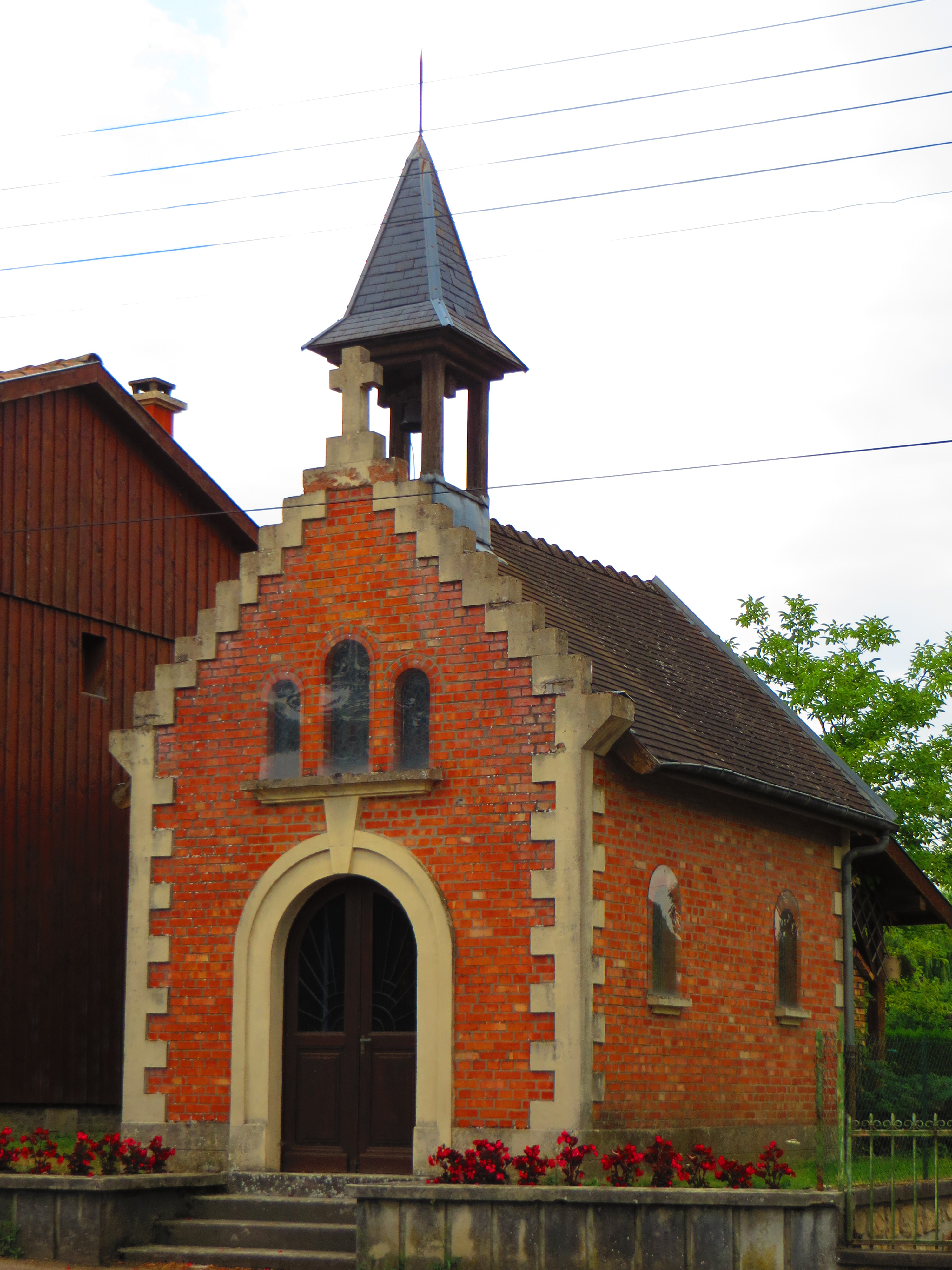
La chapelle Notre-Dame-de-la-Vallée.

### Personnalités liées à la commune
- Louis Eugène de Bigault de Granrut (1828-1894) et son frère Gabriel Alfred prirent la décision d’éteindre une partie des fours de la vallée, du Four de Paris, devenus peu rentables et de délocaliser leur  activité à Loivre. Après la mort d'Eugène de Granrut, la verrerie des Islettes est rachetée par Louis-Émile de Bigault du Granrut, successeur des demoiselles de Bigault de Parfonrut. Elle fut la seule de cette région à survivre jusqu'en 1936[25].

- Louis-Émile de Bigault du Granrut (1854-1924)[26], industriel (maître des verreries), maire des Islettes et conseiller d'arrondissement, président du comité de l'Action libérale populaire de Verdun avant 1914, candidat aux législatives de 1919 sur la liste républicaine démocratique libérale.
- Robert de Bigault du Granrut (1885-1936)[26], fils du précédent, ingénieur ECP, industriel, maire des Islettes à partir de 1929, ancien combattant (officier d'artillerie, officier de la Légion d'honneur, 7 citations), chef d'escadron d'artillerie de réserve, président de la section locale d'anciens combattants, vice-président du Centre républicain meusien dans la seconde moitié des années 1930, membre de l'Union catholique.
- André du Granrut (1887-1944), frère du précédent, président de la section locale de l'Union catholique, président fondateur de la section locale des Croix-de-feu, vice-président du Centre républicain meusien à la mort de son frère Robert en novembre 1936[27].

### Héraldique
| Blason de Islettes (Les) | Blason  | De gueules à deux carafes d'argent en cours de façonnage sur deux cannes de verrier d'or passées en sautoir, accompagnées, en chef, d'un chêne d'or englanté d'argent et, en pointe, d'une assiette d'argent chargée d'un coq hardi de gueules; au chef cousu d'azur chargé de trois fleurs de lis d’or, ordonnées 2-1 et d'un bâton de gueules péri en bande. * Ces armes emploient le terme « cousu » dans le seul but de contrevenir à la règle de contrariété des couleurs : elles sont fautives (Le chef donne à penser qu'il s'agit d'une augmentation concédé par Condé, or la création date de 1960. C'est donc fautif.). |
| Blason de Islettes (Les) | Détails | création Robert DESTREZ vers 1960, utilisé par la commune |